# Therese Mirani
Therese Mirani, född 1824, död 1901, var en österrikisk affärsidkare.  Hon uppfann broderieteknikerna broderie dentelle och points imperial och var den enda kvinna förutom Maria Benkowits (innehavare cirka 1839-68 ) som fått titeln „k.k. Kammer-Kunststickerin“ vid kejsarhovet i Wien. Hon var den enda kvinnan i juryn i Världsutställningen 1867. 